# Antonio Petković
Antonio Petković (Sebenico, 11 gennaio 1986) è un pallanuotista croato, attaccante del Solaris.

## Palmarès
- Campionato greco: 1

Olympiakos: 2009
- Coppa di Grecia: 2

Olympiakos: 2009
- Kup Hrvatske: 1

Mladost: 2010-2011

### Nazionale
- Olimpiadi

Rio de Janeiro 2016 
- Mondiali

Kazan' 2015: 
- World League

Bergamo 2015: 
Ruza 2017: 

## Statistiche

### Presenze e reti nei club
Statistiche aggiornate al 28 giugno 2015.
| Stagione           | Squadra            | Campionato         | Campionato | Campionato | Coppe nazionali | Coppe nazionali | Coppe nazionali | Coppe continentali | Coppe continentali | Coppe continentali | Totale | Totale |
| Stagione           | Squadra            | Comp               | Pres       | Reti       | Comp            | Pres            | Reti            | Comp               | Pres               | Reti               | Pres   | Reti   |
| ------------------ | ------------------ | ------------------ | ---------- | ---------- | --------------- | --------------- | --------------- | ------------------ | ------------------ | ------------------ | ------ | ------ |
| 2011-2012          | Acquachiara        | A1                 | 28         | 65         | CI              | 9               | 19              | -                  | -                  | -                  | 37     | 84     |
| 2012-2013          | Acquachiara        | A1                 | 28         | 49         | CI              | 3               | 5               | -                  | -                  | -                  | 34     | 60     |
| 2013-2014          | Acquachiara        | A1                 | 26         | 81         | CI              | 3               | 5               | CL+EC              | 8+8                | 24+18              | 45     | 126    |
| 2014-2015          | Acquachiara        | A1                 | 28         | 76         | CI              | ?               | 23              | EC                 | ?                  | 41                 | ?      | 140    |
| Totale Acquachiara | Totale Acquachiara | Totale Acquachiara | 110        | 271        |                 | ?               | 52              |                    | ?                  | 83                 | ?      | 410    |
| 2015-2016          | Sport Management   |                    |            |            |                 |                 |                 |                    |                    |                    |        |        |
| Totale carriera    | Totale carriera    | Totale carriera    | ?          | ?          |                 | -               | -               |                    | -                  | -                  | ?      | ?      |